# Singapur na letních olympijských hrách
Singapur na letních olympijských hrách startuje od roku 1948. Toto je přehled účastí, medailového zisku a vlajkonošů na dané sportovní události.

## Účast na Letních olympijských hrách
| Dějiště LOH            | LOH      | Vlajkonoš/Vlajkonoši                                    | Zlatá medaile | Stříbrná medaile | Bronzová medaile | Celkem |
| ---------------------- | -------- | ------------------------------------------------------- | ------------- | ---------------- | ---------------- | ------ |
| 1948 Londýn            | LOH 1948 | Jocelyn de Souza                                        |               |                  |                  | 0      |
| 1952 Helsinky          | LOH 1952 | Thong Saw Pak                                           |               |                  |                  | 0      |
| 1956 Melbourne         | LOH 1956 | Lionel Chee                                             |               |                  |                  | 0      |
| 1960 Řím               | LOH 1960 | nebyl                                                   |               | 1                |                  | 1      |
| 1964 Tokio             | 1964     |                                                         |               |                  |                  | Ne     |
| 1968 Ciudad de México  | LOH 1968 | nebyl                                                   |               |                  |                  | 0      |
| 1972 Mnichov           | LOH 1972 | Pat Chan                                                |               |                  |                  | 0      |
| 1976 Montréal          | LOH 1976 | Koh Eng Kian                                            |               |                  |                  | 0      |
| 1980 Moskva            | 1980     |                                                         |               |                  |                  | Ne     |
| 1984 Los Angeles       | LOH 1984 | Ang Peng Siong                                          |               |                  |                  | 0      |
| 1988 Soul              | LOH 1988 | Ang Peng Siong                                          |               |                  |                  | 0      |
| 1992 Barcelona         | LOH 1992 | nebyl                                                   |               |                  |                  | 0      |
| 1996 Atlanta           | LOH 1996 | Lee Wung Yew                                            |               |                  |                  | 0      |
| 2000 Sydney            | LOH 2000 | Joscelin Yeo                                            |               |                  |                  | 0      |
| 2004 Athény            | LOH 2004 | Ronald Susilo                                           |               |                  |                  | 0      |
| 2008 Peking            | LOH 2008 | Li Jia Wei                                              |               | 1                |                  | 1      |
| 2012 Londýn            | LOH 2012 | Feng Tianwei                                            |               |                  | 2                | 2      |
| 2016 Rio de Janeiro    | LOH 2016 | Derek Wong Zi Liang (zahájení) Griselda Khng (ukončení) | 1             |                  |                  | 1      |
| 2020 Tokio             | LOH 2020 | Yu Mengyová Loh Kean Yew                                |               |                  |                  | 0      |
| 2024 Paříž             | LOH 2024 |                                                         |               |                  |                  | x      |
| Celkem                 | 17       |                                                         | 1             | 2                | 2                | 5      |
| Zdroj na Olympedia.org |          |                                                         |               |                  |                  |        |